# Igueben
Igueben è una area a governo locale (local government areas) in cui è suddiviso lo Stato di Edo, nella Repubblica Federale della Nigeria. Conta una popolazione di 69.639 abitanti.